# 주한 바레인 대사관
주한 바레인 대사관(아랍어: سفارة البحرين في سيول, 영어: Bahrain Embassy in Seoul)은 대한민국 서울특별시 중구 한강대로 416 서울스퀘어 22층에 위치하고 있는 바레인 대사관이다. 현직 주한 바레인 대사는 사우드 하산 알누수프이다.

## 역사
바레인은 1976년 4월 17일에 대한민국과 수교했다. 바레인 정부에서는 대한민국 주재 공관이 개설되기 이전까지 주중국 바레인 대사관이 대한민국을 겸임했었다. 그러다가 2024년에 사우드 하산 알누수프를 초대 대한민국 주재 바레인 대사로 내정하면서 대한민국 주재 공관 개설에 착수했고 같은 해 10월 28일에 윤석열 당시 대한민국 대통령에게 신임장을 봉정했다. 그 뒤 2025년에 주한 바레인 대사관이 서울특별시 중구에 위치한 서울스퀘어 빌딩에 정식 입주했다.
대한민국 정부는 1976년 6월 28일에 바레인 마나마에 주바레인 대한민국 대사관을 최초로 설립했는데 1999년 3월 20일에 IMF 구제금융 체제의 여파로 인하여 폐쇄되었고 한동안 주사우디아라비아 대한민국 대사관이 바레인을 겸임했었다. 그러다가 2011년 6월 22일에 주바레인 대한민국 대사관 마나마 분관이 개설되었고 같은 해 12월 30일을 기해 주바레인 대한민국 대사관으로 승격되었다. 그 뒤 2012년 9월 30일을 기해 주바레인 대한민국 대사관이 재개관했다.

## 주요 업무
주요 업무는 대한민국 정부와의 외교·교섭, 투자 유치 활동, 대한민국 거주 바레인 국민의 보호 육성, 외교 정책 홍보, 문화, 학술, 체육 협력, 여권, 입국 사증 발급 및 영사 확인 업무 등이다.

## 같이 보기
관련 항목
- 대한민국-바레인 관계
- 주바레인 대한민국 대사관
- 바레인의 재외공관 목록
- 대한민국 주재 외국공관 목록

서울스퀘어 관련
- 주한 독일 대사관
- 주한 덴마크 대사관
- 주한 에스토니아 대사관
- 주한 유럽 연합 대표부